# Tjerk Terpstra
Tjerk Terpstra, (Joure, 14 juli 1964), was een schaatser op de kortebaan.
Terpstra werd driemaal Nederlands kampioen kortebaan waarvan twee jaar. In 1986 werd Terpstra Nederlands kampioen in Zuid-Beijerland, Lieuwe de Boer en Ron den Braber. De tweede keer was in 1989 op Thialf. Gerard Adema eindigde als tweede, Ron den Braber was derde. In 1990 bleef hij Bauke Jonkman voor, Andries Kramer werd dat jaar derde. In dat jaar won hij tevens het NK Sprint. In 1992 werd Terpstra derde in Heerenveen, achter kampioen Jan Jan Brouwer en Andries Kramer. Tweemaal werd Terpstra Fries Kampioen kortebaan, in 1991 in Oudkerk en twee jaar later in Stiens.

## Resultaten
| Jaar | Plaats | Kampioenschap           |
| ---- | ------ | ----------------------- |
| 1985 | 19     | NK Sprint               |
| 1986 | 4      | NK Sprint               |
| 1986 | Goud   | NK Kortebaan            |
| 1987 | 6      | NK Afstanden 500 meter  |
| 1987 | 19     | NK Afstanden 1000 meter |
| 1988 | 3      | NK Afstanden 500 meter  |
| 1988 | 6      | NK Afstanden 500 meter  |
| 1988 | 5      | NK Sprint               |
| 1989 | 4      | NK Afstanden 500 meter  |
| 1989 | 7      | NK Afstanden 1000 meter |
| 1989 | Goud   | NK Kortebaan            |
| 1989 | 3      | NK Sprint               |
| 1989 | 17     | WK Sprint               |
| 1990 | 5      | NK Afstanden 500 meter  |
| 1990 | 11     | NK Afstanden 1000 meter |
| 1990 | Goud   | NK Kortebaan            |
| 1990 | Goud   | NK Sprint               |
| 1990 | 29     | WK Sprint               |
| 1991 | 8      | NK Afstanden 500 meter  |
| 1991 | 17     | NK Afstanden 500 meter  |
| 1991 | 13     | NK Sprint               |
| 1991 | Goud   | NK Supersprint          |
| 1992 | 17     | NK Afstanden 500 meter  |
| 1992 | 3      | NK Kortebaan            |
| 1992 | 17     | NK Sprint               |
| 1999 | 14     | NK Afstanden 500 meter  |